# 胡志明市电视台
胡志明市电视台（越南语：／）是胡志明市人民委员会持有的一家电视台。追溯到该台于1966年开播第九套节目，该机构是越南历史上第一家也是历史最悠久的电视台。

## 历史
胡志明市电视台的原名是西贡解放电视台，于1975年5月1日开播。机构前身为越南共和国政府于1965年成立的西贡电视台，1966年2月2日至1975年4月29日间播音，是南越主要的电视台之一。
胡志明市电视台总部于2006年初启用现代化设备和技术后，该台凭借优秀员工逐渐转向数字化运营。该台目标是成为东南亚最强大的媒体公司之一。

## 运营
电视台总部位于阮氏明開街和丁部領街的拐角处，并在河内设有办事处，播放区域覆盖东南亚地区和部分亚洲国家。现时胡志明市电视台有17个频道，其中的七套和九套为模拟电视频道，于2005年上星。2013年底开始，该台使用两到三个多路复用器传送这些频道的数字电视节目。
| 频道                                   | 开播日              | 介绍 |
| -------------------------------------- | ------------------- | --- |
| HTV1 - 公共-综合-资讯                  | 2003 年 10 月 1 日  | 该频道在2007年至2012年期间由VTL Media管理。之后，胡志明市电视台接管该频道并通过该台发布公共资讯。 |
| HTV2 - 综艺                            | 2003 年 10 月 1 日  | 该频道原为体育频道，2010年获准开播，2018年9月19日改呼为Vie Channel。 此频道24小时播放节目，初期由胡志明市电视台与英兵明传媒联合运营，目前的合作方变更为DatVietVAC，其也参与越南有线电视一台（Giai Tri TV）、越南有线电视七台（D-Dramas）和乐天Việt Home Shopping（与乐天集团合作运营的购物频道）的运营。 |
| HTV3 - 卫星频道                        | 2003 年 10 月 1 日  | 该频道于2008年6月至2010年8月，以及2014年6月由TVM Corporation运营。 起初该频道专门为儿童服务，2007年计划成为儿童和家庭娱乐频道。自2008年6月起，HTV3开始播放儿童节目，如《Ben 10》 、《哆啦A梦》、《Case Closed》等。                                                                                      |
| HTV Key - 教育                         | 2003 年 10 月 1 日  | 与HTV1、HTV2、HTV3、HTV7、HTV9同步开播，名为HTV4，初期重播HTV7和HTV9的科普节目。2006年初开始，HTV4开始向英国广播公司 、探索频道、国家地理频道等外购节目，亦播出自制的教育及科学节目。该频道有独立域名： htv4.vn 。 2018年8月10日，HTV4改呼HTV Key。                                                      |
| HTV7 - 综合娱乐                        | 1986年              | HTV的第二频道，最初是作为广告和公共服务频道播出的。目前该频道播出许多娱乐节目。频道拥有 Deal or No Deal, So You Think You Can Dance, Street Dance, The Return of Super Man, Running Man 等节目在越南的独家版权。2013年5月19日开播高清版。                                                                |
| HTV9 - 资讯                            | 1966 年 2 月 7 日   | 开播时呼号为THVN9，1975年5月1日起改呼HTV9。2013年5月19日开播高清版。 |
| HTV Co.op - 影视文化                   | 2011年              | 此频道由胡志明市联合合作社管理。 |
| HTV-Sport - 体育台                     | 2007年              | 取代原HTV2和HTV8。2013年改呼HTVC - Sport。 |
| HTVC 越南语 - 越南文化和人民的综合频道 | 2005年              | 2008年起开始为海外越南人提供服务。 |
| HTVC 越南语（高标清同播）              | 2006年              | 播出越南电影。 |
| HTVC 电影                              | 2005年              | 播出各国电影。 |
| HTVC 高清电影                          | 2011年              | 播出各国电影。 |
| HTVC 音乐                              | 未知                | 自2015年4月4日起，作为青少年互动音乐频道播出。 |
| HTVC 系列                              | 2007 年 6 月 28 日  | 家庭频道。 |
| Hplus                                  | 2007 年 9 月 11 日  | 在线广播、直播服务、点播电视。2011年底被胡志明市电视台收购。 |
| HTVC 女性                              | 2007 年 10 月 20 日 | 女性频道。 |
| HTVC 旅行生活                          | 2007 年 11 月       | 提供旅行、生活建议的频道。 |
| HTVC+                                  | 2006年              | 自2010年8月起由严氏集团管理。2014年10月16日试播，2015年1月9日正式播出，2017年B频道停播。 |
| VGS Shop - 购物频道                    | 2008年              | 原呼号为ViVi Homeshopping，最初由ViVi Trading Joint Stock Company管理，2013年ViVi与GS Shop组成VGS Shop。 |
| FBNC - 财经台                          | 2009 年 2 月        | 由 IDG 越南投资基金和 Thế Sáng Corporation 管理，2022年1月1日停播。 |

## 服务
胡志明市电视台下辖如下部门：
- TFS，一家专门制作电影和纪录片的电视工作室。
- 电视服务中心，一个联系服务和广告的场所。
- 节目制作中心，是一家专门制作电视节目的制作公司。
- 胡志明市有线电视中心，为越南和世界各地的观众带来优质节目。主要节目包括科学、教育、体育、电影、娱乐等。

HTV的有线电视网转播如下境外电视节目：
- 国家级：越南国家电视台、 An Viên 电视台、人民警察电视台、河内广播电视台、 HTV3 、Yan TV等。
- 新闻：CNN、 法兰西24 、 福斯新聞頻道、 英國廣播公司世界新聞頻道、CNBC亞洲台 、亚洲新闻台、彭博电视 、 NHK World TV 。
- 纪录片：探索频道、 TLC 、动物星球、国家地理、 國家地理野生頻道 、 BBC Earth 、达芬奇学习、Discovery Asia、亚洲美食频道。
- 电影和系列：HBO 、 Cinemax 、 AXN 、 Cinema World 。
- 儿童：卡通频道、回旋镖、 Animax 、BabyTV、 CBeebies 。
- 音乐：，MTV Asia 。
- 一般娱乐和全球推广： E！、Fashion TV、阿里郎电视台、KBS World、法國電視國際五台、德国之声电视台、tvN、ABC Australia、Warner TV、NHK World Premium、Outdoor Channel、BBC生活風格 。

## 特色节目

### 奖品、锦标赛、竞赛
- 1967 年电视小姐大赛：THVN9 组织了越南和东南亚的第一场比赛。
- 胡志明市电视杯全国自行车赛（1989年起）：越南电视台第一次自行车比赛，由越南组织，旨在促进体育社会化运动，庆祝国家日统一。
- 胡志明市电视台歌唱（1991-2015）：越南电视台首届歌唱比赛每年举行一次。本次比赛的获奖歌手，尤其是前15年，在比赛结束后都成为了著名歌手。本次比赛的典型面孔包括 如琼（Nhu Quynh）、枚天云（Mai Thien Van）、譚永興（Dam Vinh Hung）...
- “金钟”（自 2006 年起）：选择新演员的竞赛，为改革后的 艺术 改革的发展做出贡献。
- HTV Award（至2016年）：年度奖项颁发给在一年内为HTV做出贡献的艺术家、个人、演员……
- 电视上的小竹笋的歌声
- 校歌
- 电视节目主持人 - 金燕子（自 2004 年起）
- Terrain Challenge - HTV Challenge Cup（自 2019 年起）

### 年度特别节目
- 灶君（1982-2019）：一档于除夕之夜播出的喜剧节目，是根据灶君上天庭报告玉皇的故事而创造的，总结了年内发生的主要事件。《灶君》于1982年1月24日的跨年夜在HTV9首播，成为此后二十年间最受期待的跨年夜节目。

### 其他
- “音乐桥”（1999-2016）：越南第一个现场点播音乐节目。该节目有一个6线电话号码，用于接收观众的直接请求，每月在HTV7频道播出一次。
- 古歌月亮（2001年至今）：古歌节目及彩鸾节选，每月播出一次。
- 在街上的室内
- “永远的金钟”
- 超越自己（2005-2018）。
- “征服珠穆朗玛峰”（2007-2008）：运动员必须在挑战前征服四座山峰：番西邦峰（越南）、京那巴鲁（马来西亚）、乞力马扎罗山（非洲）、岛峰（尼泊尔）。最后是“世界屋脊”——峰顶珠穆朗玛峰（在尼泊尔）。 2008年5月22日，越南前3名登山者Bui Van Ngoi（25岁）、Phan Thanh Nhien（23岁）和Nguyen Mau Linh（31岁）进入了征服者名单。到达珠穆朗玛峰的顶峰。
- “梦想之家”（自2005年起）：为全国弱势家庭建造房屋的计划。
- 代替文字（自 2000 年起）。
- Challenge with dance（2012-2016）：舞蹈比赛节目，基于美国So you think you can dance格式，由HTV表演& 东西推广。
- “60秒”（自2012年起）：综合新闻节目、安全与秩序、社会、国内和国际文化……分2个时间段直播06:30-07:00和18:30-19:00每天在 HTV7 和 HTV9，由 HTV 新闻中心、奠权和 ADT 集团控股进行。
- 歌唱永远的绿色
- 音乐偶像 - 越南偶像 （第 1 季和第 2 季）
- Odd One In（自2014年起）：节目在艺术家的判断下通过比赛轮次寻找人才、奇怪的故事、非凡的人才……隐藏。 ，与东泰推广公司合作实施。
- 星期天晚上的秘密
- 因为爱来了
- Running Man Vietnam：与麦迪逊媒体集团（第 1 季）和 East 合作，在一些国家流行且成功的竞选真人秀节目西部推广（第 2 季）制作。
- 快如闪电
- 越南超智者：由DatvietVAC 的HTV & Vie 频道实施的从中国寻找人才和智力、判断和版权相关人才的节目。
- 越南说唱 - 说唱歌手
- 越南摇滚
- 春夏秋冬，再春
- 改变你生活的机会
- 语音 4.0
- 永远为梦想歌唱'
- 舞蹈舞台
- “为明天歌唱”：向抗击 COVID 19 的医生和志愿者致敬的音乐节目。
- 妈妈不在，爸爸的超人——超人归来
- 这是街舞 - 越南街舞

## 奖项
- HTV大奖
- 黄金专辑
- 金杏

## 相关体育赛事
- 胡志明市电视杯全国自行车比赛
- 征服珠穆朗玛峰
- HTV挑战者金球拍
- HTV越野赛车挑战